# Ever Oasis
Ever Oasis est un jeu vidéo de type action-RPG développé par Grezzo et édité par Nintendo. Il est sorti en juin 2017 sur Nintendo 3DS. Le jeu est officiellement annoncé lors de l'Electronic Entertainment Expo 2016 en juin 2016,,,.

## Synopsis
D'un monde autrefois fertile et utopique, il ne reste qu'un désert aride et cruel. En cause, les ravages d'une étrange entité appelée "le chaos" dont le seul but est l'annihilation de toute forme de vie. Pour la contrer dans un lointain passé, un granéen nommé Toth, personne possédant une graine à la place du cœur, pactisa avec un génie de l'eau, sorte de dieu fait d'eau, pour transformer sa graine en grand arbre et concentrer le pouvoir de l'eau dans la première oasis. Tous les granéens capables de suivre l'exemple, sont dits « enfant du grand arbre » et contrôle le vent, investit de la mission de fonder des oasis pour donner à tous les peuples un abri fertile : les granéens, les femmes-serpents "ouads", les hommes-scorpions "serks" et les hommes-loups "lycos".
Mais le chaos est un être aussi réel que menaçant. Son pouvoir consiste à corrompre tout ce qu'il touche, y comprit le cœur. Il se manifeste par la levée de plante du chaos, et toute créature infectée devient violente. Sa puissance est telle qu'il surpasse les barrières et détruit les oasis une par une, tuant les génies de l'eau.
Jusqu'à la dernière oasis, le chef fait face à un monstre et projette son frère (le joueur) par le pouvoir d'une tornade. Il retombe devant Esna, le dernier génie de l'eau, qui se lamente de l'invincibilité du chaos. Ils fondent alors leur oasis, dernier espoir du monde, et cherchent un moyen de détruire le chaos en se tournant vers les quartz de lumière, de puissants artéfacts magiques cachés dans différentes ruines.

## Système de jeu
Le jeu est un mélange de plusieurs genres, on y trouve une aventure, beaucoup de personnages, des éléments de gestion...
Le joueur incarne le chef d'une oasis qu'il peut décorer à sa guise et agrandir de plus en plus en invitant les personnages à y vivre, chaque personnage gagnant des points d'expériences en accompagnant le joueur à l'aventure. 
Le jeu demande de gérer son équipe selon l'objectif de la sortie, comme le type d'équipement requis pour franchir des obstacles. Il est aussi possible d'envoyer les serks, ouads et lycos restants à l'oasis en mission dans une zone explorée, les granéens restant feront du commerce avec les visiteurs puisqu'ils sont meilleurs marchands et piètres combattants (bien que polyvalents). Les personnages ont également des aptitudes individuelles telles que l'excavation de ressources ou des bonus en combats.
Il y a quatre peuples aux capacités de combats différentes : les ouads ont des lances très efficaces contre les monstres de type squameux et s'en servent pour accrocher des interrupteurs, les serks ont des marteaux pratique pour casser les rochers, les lycos peuvent tailler des toiles d'araignées gênantes avec leurs doubles-épées et combattre les monstres de types chaos, les granéens mages peuvent activer des mécanismes à distance, etc.
Les granéens en revanche sont les seuls à pouvoir manier des armes fournie par le joueur même, qui lui est le seul à pouvoir changer de type d'armes (épée, bolas, arbalètes et baguettes)
La récolte de ressources est nécessaire pour fabriquer de nouveaux équipements ou approvisionner les boutiques des grannéens, ce qui a pour effet de débloquer leurs quêtes annexes, de nouvelles aptitudes et de les rendre heureux.
Le bonheur est essentiel car la joie des habitants active le pouvoir de l'oasis "l'égide de l'arc-en-ciel" qui confère au joueur une barre de vie étendue au jusqu'au quadruple.
Il est aussi possible d'organiser des foires pour booster artificiellement la joie dans l'oasis, multiplier les ventes et le gains d'aqua-gemmes, (c'est la monnaie), l'égide reste alors pendant plusieurs jours à son maximum.
Les aqua-gemmes servent à payer l'installation de boutiques/décorations, et à accélérer la croissance des champs dans le potager de l'oasis où les granéens dont la boutique est rangée peuvent travailler et faire pousser des cultures très rares.

## Accueil
- IGN : 8,9/10[6]
- Jeuxvideo.com : 13/20[7]